# Resolució 623 del Consell de Seguretat de les Nacions Unides
La Resolució 623 del Consell de Seguretat de les Nacions Unides, aprovada el 23 de novembre de 1988, el Consell va prendre nota amb greu preocupació de la sentència de mort imposades contra l'activista antiapartheid Paul Tefo Setlaba, sobre la base del "propòsit comú" a Sud-àfrica. La resolució en la reunió urgent demanada per Zàmbia vol instar al Govern de Sud-àfrica a commutar la sentència de Setlaba i aturar la seva execució per tal d'assegurar el principi d'evitar agreujar les condicions a Sud-àfrica.
La resolució 623 fou adoptada per 13 vots contra cap, amb dues abstencionss del Regne Unit i els Estats Units. En explicar llur abstenció, ambdós països van dir que mentre ells s'oposaven a l'apartheid i la repressió conseqüent a Sud-àfrica, no podien votar a favor de la resolució actual perquè Setlaba havia admès estar implicat en l'assassinat d'un altre sud-africà durant el boicot dels consumidors negres del 1985.
El 25 de novembre de 1988, quatre hores i mitja abans de dur-se a terme l'execució, Setlaba va ser indultat.